# 23324 Квак
23324 Квак (23324 Kwak) — астероїд головного поясу, відкритий 20 січня 2001 року.
Тіссеранів параметр щодо Юпітера — 3,392.